# Porphyrinia roseana
Porphyrinia roseana är en fjärilsart som beskrevs av Moore 1881. Porphyrinia roseana ingår i släktet Porphyrinia och familjen nattflyn. Inga underarter finns listade i Catalogue of Life.